# Henryk Chyb
Henryk Chyb, ps.: Wołodyjowski (ur. 20 lutego 1898 w Bobrzy, zm. 24 września 1964 w Jaworze) – polski rolnik, działacz chłopski, polityk, poseł na Sejm w II RP.

## Życiorys
Ukończył Kolejową Szkołę Początkową w Kielcach w 1914 roku.
Od 1913 roku był kolporterem tajnej prasy niepodległościowej. Organizował POW, w styczniu 1917 roku został komendantem lokalnym POW w ówczesnej gminie Bobrza. W marcu 1919 roku został powołany do Wojska Polskiego, w którym służył jako szef łączności batalionu w 4 pułku piechoty Legionów, dostał się do niewoli bolszewickiej, zbiegł z obozu jenieckiego w Murmańsku. Przy próbie przekroczenia granicy fińskiej został aresztowany i był więziony w Archangielsku, następnie przebywał w obozie robót przyfrontowych, gdzie chorując na tyfus doznał częściowego paraliżu twarzy i został odesłany do obozu jenieckiego w Petersburgu. Wrócił do Polski w maju 1921 roku i po leczeniu w szpitalu w Kielcach został w sierpniu 1921 roku (w stopniu plutonowego) zwolniony z WP. 
Objął wówczas gospodarstwo po zmarłym ojcu w Bobrzy. Był komendantem oddziału, potem prezesem Związku Strzeleckiego, prezesem Kółka Rolniczego i spółdzielni mleczarskiej, prezesem i rachmistrzem Kasy Stefczyka, członkiem Rady Gminnej i Sejmiku Powiatowego w Kielcach (od 1922 roku), wójtem w Samsonowie. 
W 1916 roku założył koło PSL w Bobrzy, w 1918 roku przystąpił do PSL „Wyzwolenie”, od 1926 roku był członkiem SCh, od 1931 – SL. Od 1933 roku był prezesem koła BBWR w Bobrzy
W 1935 roku został wybrany 31 266 głosami z listy państwowej w okręgu nr 24 obejmującego powiaty: kielecki i włoszczowski. W kadencji tej pracował w komisjach: komunikacji (sesja 1936/37), skarbowej (od grudnia 1937) i specjalnej komisji budowlanej (marzec 1936).
Pod koniec lat 50. pracował jako główny księgowy w Państwowych Zakładach Zbożowych w Jaworze. Był członkiem ZSL. Jego dalsze losy nie są znane.

## Odznaczenia
- Medal Niepodległości (1937)[1].

## Życie prywatne
Pochodził z rodziny chłopskiej. Był synem Jana (zm. 1918, rolnika, więzionego w latach 1914–1917 w Chęcinach, Warszawie i Petersburgu) i Teofili z domu Kleszczowskiej. Ożenił się ze Stanisławą Zwierzchowską.
Był bratem Franciszka Chyba, również posła na Sejm w II RP.